# 하미얀마

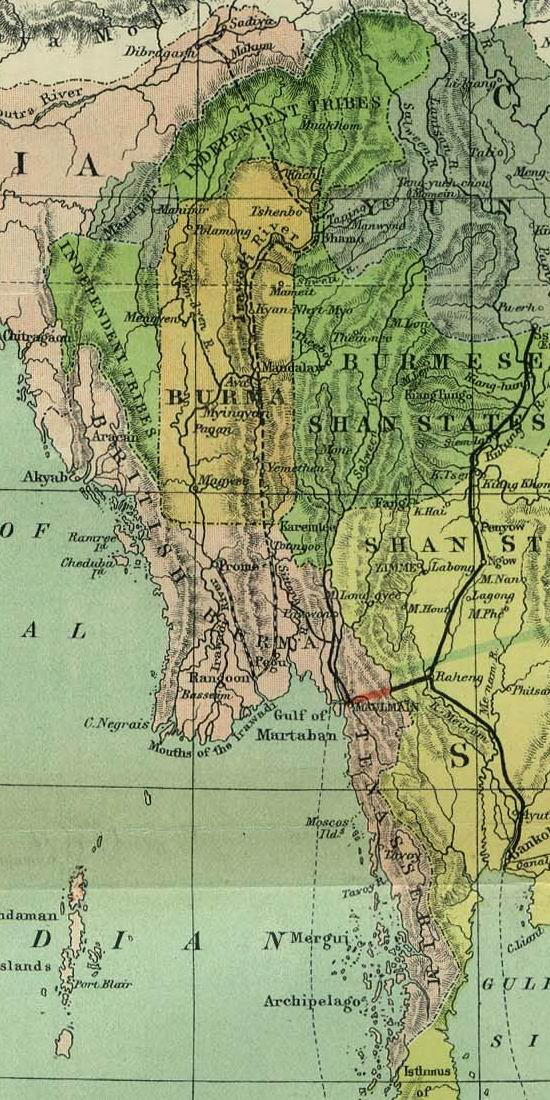
하미얀마는 분홍빛이다

하미얀마(버마어: အောက်မြန်မာပြည်, Lower Burma 혹은 Outer Myanmar)는 미얀마의 지리를 표현하는 용어중 하나이다. 이라와디강 삼각주와 바다와 맞닿아 있는 라아킨 주, 몬 주, 타닌타리 구 등도 포함된다.
버마어에서는 상미얀마 출신 사람들을 a-nya tha (버마어: အညာသား)이라 칭하는 반면 하미얀마 출신 사람들은 auk tha (버마어: အောက်သား)라 칭한다.
역사적으로 하미얀마는 대영제국이 합병한 지역을 나타냈는데 1852년 제2차 영국-미얀마 전쟁 이후로 복속된 지역이다. 타닌타리 구는 아라칸 왕국의 일대로서 1826년부터 이미 영국령이었다. 하미얀마는 양곤(랑곤)이 중심이 되는 이라와디강 유역으로서 프롬 시도 포함한다. 1800년대 초기까지 하미얀마는 몬 족과 카렌족이 차지하고 있었으며 몬족의 영향이 가장 컸다.

## 같이 보기
- 상미얀마